# 頭屋庄
頭屋庄為台灣日治時期1920年至1945年間存在之行政區，轄屬新竹州苗栗郡。頭屋庄的物產以茶葉較有名，其他還有木炭、椪柑、枇杷和柚子等物產。頭屋庄即今苗栗縣頭屋鄉。

## 行政區劃
頭屋庄在臺灣日治時期行政區劃的十二廳時期原屬新竹廳苗栗一堡之崁頭屋庄、二崗坪庄、枋藔坑庄、仁隆庄、外獅潭庄、老田藔庄。1920年10月，上述6庄合併為「頭屋庄」，崁頭屋改稱「頭屋」，轄域內分為頭屋、二岡坪、枋寮坑、仁隆、外獅潭、老田寮等6個大字。
二岡坪大字下有「二岡坪」、「南球」、「天花湖」小字名

## 設施
- 頭屋役場
- 頭屋警察官吏派出所
- 老田寮警察官吏派出所
- 頭屋公學校（今苗栗縣頭屋鄉頭屋國民小學）
- 頭屋信用購買販賣利用組合